# Terremoto de Afganistán de octubre de 2009
El Terremoto de Afganistán de octubre de 2009 fue un terremoto de 6,2 en la escala de magnitud de momento, que se produjo en el este de Afganistán el 23 de octubre de 2009, a las 00:21 hora local.
El terremoto provocó deslizamientos de tierra que mataron a tres personas y otras dos murieron por ataques cardíacos.